# Эскимосский кроншнеп
Эскимосский кроншнеп, или карликовый кроншнеп (лат. Numenius borealis), — вид птиц из семейства бекасовых. Вероятно, вымер, так как с конца 1960-х годов не было надёжных наблюдений.

## Описание

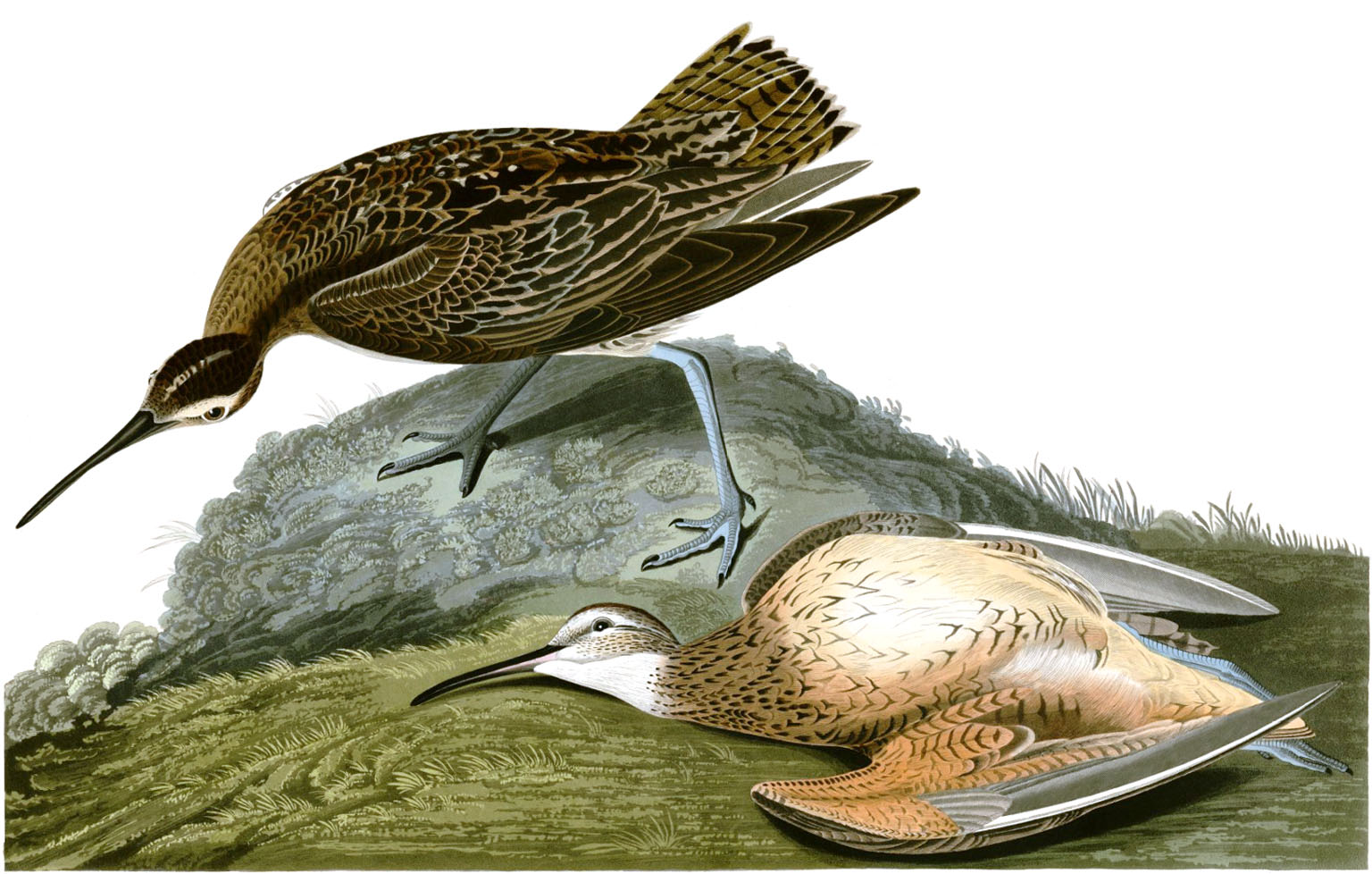
Эскимосский кроншнеп на иллюстрации Одюбона

Длина тела птицы составляла около 30 см, немного больше, чем самый мелкий из известных видов кроншнепов Numenius minutus, но значительно меньше любого другого вида кроншнепов. У взрослых особей длинные тёмные ноги и длинный клюв, слегка загнутый вниз. Верхняя сторона тела коричневого цвета, низ светло-коричневого цвета.

## Питание
Эскимосские кроншнепы питались в основном насекомыми и ягодами. Во время миграции улитки и другие беспозвоночные также входили в их рацион.

## Распространение
Когда-то птица была весьма многочисленной в западной части канадской Арктики и на Аляске. На зимовку эскимосский кроншнеп улетал в страны Южной Америки, например в Аргентину. Были известны залёты на Чукотку и в бассейн Анадыря. Регистрировались очень редкие залёты в страны Западной Европы. Так, четырежды в течение XIX века эскимосского кроншнепа замечали в Великобритании.
В конце XIX века добывалось по 2 миллиона особей в год, в местах остановки пролётных стай в прериях США и на зимовке в южно-американской пампе, что и стало основной причиной исчезновения вида. После запрета охоты на этот вид в 1916 году в США и Канаде, его восстановление так и не началось, вероятно, из-за широкомасштабной распашки прерий и использования пампы в сельском хозяйстве. Последняя известная особь была добыта на пролёте в 1963 году на о. Барбадос.

## Размножение
Гнездование, вероятно, происходило в мае — августе в арктической тундре. Гнёзда находились на открытых участках земли, были сделаны из пучков высушенной травы или листьев. Яйца имели зелёный с коричневыми пятнами окрас. Специфическое инкубационное поведение этого вида неизвестно.

## В культуре
Трагическая история вымирания этого кроншнепа вдохновила Фреда Бодсворта на написание романа «Last of the Curlews». В 1972 году экранизация романа в ABC Afterschool Special получила премию Эмми.
Вид также описан в «Птицах Америки» Дж. Дж. Одюбона, история истребления — в книге «Трагедии моря» Ф. Моуэта.

## См также
- Странствующий голубь